# Colorado (marque de boisson)
Pour les articles homonymes, voir colorado (homonymie).
Le Colorado Iced Tea ou Colorado est une marque de boisson lancée par la société McCain en 1995, et revendue depuis à une autre société (disparaissant par la même occasion de la plupart des rayons de France métropolitaine où on la trouvait alors). Elle se déclinait à son lancement en format de 50 centilitres, pour trois goûts : 
- menthe et pêche
- pêche et mangue
- citron

La marque est aujourd'hui exploitée par la société Colorado International basée en Guadeloupe.
En métropole, on peut d'ailleurs en trouver dans certaines épiceries exotiques spécialisées dans les produits antillais, mais aussi dans les restaurants créoles.
Le distributeur en métropole est la société Man’tine saveurs sarl  (77400 Thorigny sur Marne). Cette société dont le dépôt est sur le MIN de Rungis, ne travaille qu’avec des professionnels.